# Make It Big
Make It Big es el segundo álbum de estudio del dúo pop británico Wham!., publicado el 23 de octubre de 1984 Columbia. Fue producido por George Michael. Recibió la aclamación de la crítica, debutando en la posición #1 en Reino Unido y en los Estados Unidos. De este se desprenden cuatro sencillos exitosos —todos liderando los rankings musicales—  Wake Me Up Before You Go-Go, Careless Whisper (considerado como un esfuerzo en solitario de Michael en su lanzamiento como sencillo), Freedom y Everything She Wants (lanzado como un doble cara A con "Last Christmas", que más tarde aparecería en su siguiente álbum Music from the Edge of Heaven). 
Este disco fue certificado 6x platino en los Estados Unidos por la Recording Industry Association of America (RIAA) dentro de unas semanas de la celebración del décimo aniversario del álbum. En todo el mundo ha vendido 14,000,000 de copias.

## Lista de canciones
Todas las canciones son escritas por George Michael, menos las indicadas.

| N.º | Título                                        | Duración |  |
| 1.  | «Wake Me Up Before You Go-Go»                 | 3:53     |  |
| 2.  | «Everything She Wants»                        | 5:05     |  |
| 3.  | «Heartbeat»                                   | 4:45     |  |
| 4.  | «Like a Baby»                                 | 4:15     |  |
| 5.  | «Freedom»                                     | 5:23     |  |
| 6.  | «If You Were There» (The Isley Brothers)      | 3:41     |  |
| 7.  | «Credit Card Baby»                            | 5:10     |  |
| 8.  | «Careless Whisper» (Michael, Andrew Ridgeley) | 6:30     |  |